# 乌拉-莱娜·伦德贝里
乌拉-莱娜·伦德贝里（瑞典語：Ulla-Lena Lundberg；1947年7月14日—）芬兰瑞典语作家，现居芬兰波尔沃，她的作品目前已被译为芬兰语、丹麦语、德语、俄语、荷兰语、英语等多种语言。2012年凭借其长篇小说《冰》获芬兰文学奖。

## 生平
伦德贝里1947年生于奥兰群岛的雪卡尔，15岁时出版诗集《起点》（1962）。1964年以学者身份访美。1968年旅居日本。真正使她奠定文坛地位的是1976年出版的小说《雪卡尔》，该小说讲述的是她的故乡雪卡尔岛上的故事，此后她还创作了两部以雪卡尔岛为背景的小说《国王安娜》和《合体的安娜》。后来她又去了非洲博兹瓦纳、赞比亚、肯尼亚与坦桑尼亚等地，并根据这些经历创作了非洲三部曲（《非洲三记》《沙》《雨》和纪实文学《非洲深处的群岛》）。
1985年获奥布学术大学学士学位，1986-1987年任明尼苏达大学驻校作家。结束了在明尼苏达大学的工作后，伦德贝里开始做职业作家。
1993年，伦德贝里出版了游记《西伯利亚人》，讲述了她在西伯利亚四个月间的见闻。《西伯利亚人》也是她在国际上最为成功的作品之一。同年，伦德贝里获奥布学术大学授予的文艺学荣誉博士。她曾三次获得芬兰文学奖的提名，并最终于2012年凭借长篇小说《冰》夺得该奖。

## 作品列表
- 起点Utgångspunkt (1962) (诗集)
- 斯特罗维塔格Strövtåg (1966) (游记)
- 边境的故事En berättelse om gränser (1968) (游记)
- 盖金——身处日本的外国人Gaijin-utlänning i Japan (1970) (游记)
- 当晴雨表站在卡尔·奥伯格身上时När barometern stod på Karl Öberg och andra hörspel (1974) (广播剧)
- 雪卡尔Kökar (1976) (纪实文学)
- 非洲三记Tre afrikanska berättelser (1977) (自传体中篇小说)
- 非洲深处的群岛Öar i Afrikas inre (1981) (论文)
- 国王安娜Kungens Anna (1982) (小说)
- 合体的安娜Ingens Anna (1984) (小说)
- 雪卡尔的弗朗西斯Franciskus i Kökar (1985) (论文)
- 沙Sand (1986) (小说)
- 狮子Leo (1989) (小说)
- 大世界Stora världen (1991) (小说)
- 西伯利亚人Sibirien (1993) (游记)
- 你所希望的一切Allt kan man önska sig (1995) (小说)
- 雨Regn (1997) (小说)
- 杏仁战士Marsipansoldaten (2001) (小说)
- 冰Is (2012) (小说)